# باد لاوخشتيت
باد لواخ اشتت (بالألمانية: Bad Lauchstädt) هي بلدة ألمانية تقع في ألمانيا في ساكسونيا أنهالت.[بحاجة لمصدر] يقدر عدد سكانها بـ 9,445 نسمة .

## المدن التوأمة
مدينة هان ‏ هي مدينة توأمة لـباد لواخ اشتت.